# Aridamérique

Aridamérique

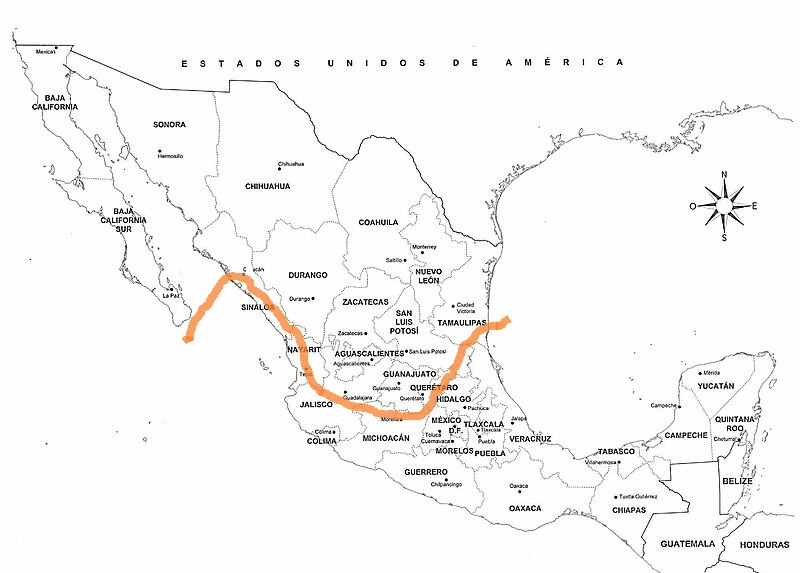
Aridamérique du Nord-Mexique.

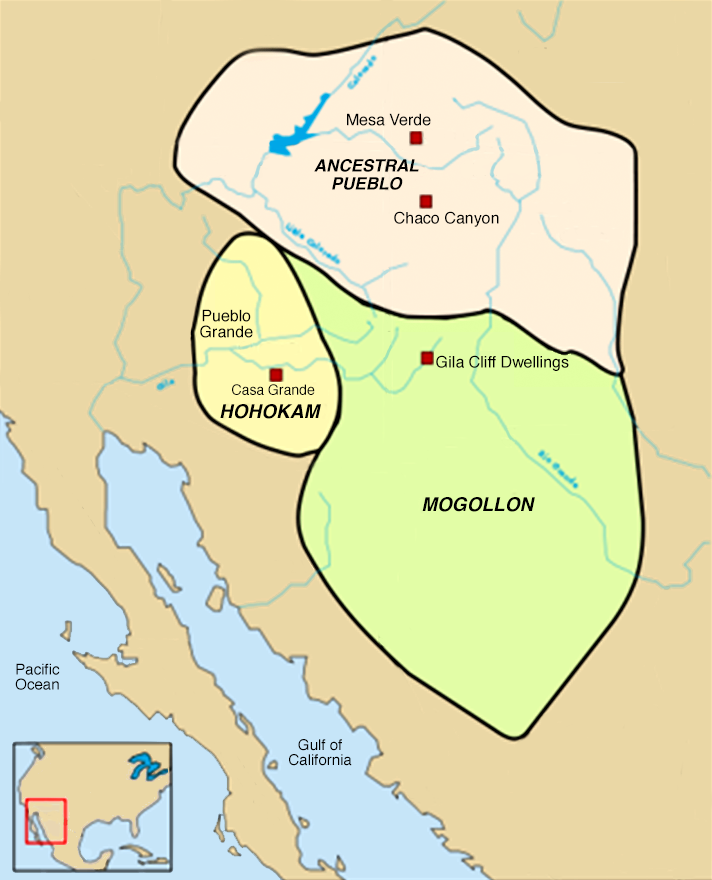
Sud-Ouest américain, vers 1350.

L'Aridamérique ou Aridoamérique (en espagnol : Aridamérica ou Aridoamérica) est une vaste zone culturelle et écologique qui s'étend au nord-ouest de la Mésoamérique et qui se distinguait de cette dernière par son climat très aride.
Avant la colonisation européenne de ces territoires, ils ont très peu favorisé le développement de l'agriculture et de la sédentarisation. En conséquence, les peuples aridoaméricains étaient en très grande majorité des chasseurs-cueilleurs nomades ; ils interagissaient beaucoup moins les uns avec les autres que les peuples mésoaméricains et leurs traditions culturelles étaient donc beaucoup plus diverses.

## Historiographie
Le terme d'Aridoamérique a été inventé par Paul Kirchhoff (1900-1972) en complément de sa définition de la Mésoamérique et de l'Oasisamérique. Cependant, à la différence de cette aire culturelle nettement marquée par de nombreuses caractéristiques communes à tous les peuples mésoaméricains, l'Aridoamérique n'a pas de forte unité culturelle. En effet, sa fonction initiale était essentiellement de distinguer les cultures mésoaméricaines de celles qui s'étaient développées plus au nord.
Avant Kirchhoff, Alfred Louis Kroeber (1876-1960) avait englobé cette région dans le Sud-Ouest (Southwest). Ce terme qui est plus employé en anglais, implique alors l'imposition d'une perspective géographique centrée sur les États-Unis. Cependant, les archéologues mexicains ont discuté du concept de cultures du Sud-Ouest, pour des raisons politiques évidentes, en argumentant que « le Sud-Ouest historiquement a toujours été le Nord ».
La création de ce concept moins cohérent et moins approfondi ultérieurement que celui de Mésoamérique est davantage liée à la méconnaissance des peuples qui ont habité cette région avant l'arrivée des Européens, plutôt que d'une unité culturelle particulièrement remarquable.

## Caractéristiques culturelles
Les peuples d'Aridoamérique, en raison du contexte écologique généralement aride dans lequel ils vivaient, étaient plus isolés et réduits en nombre que ceux de Mésoamérique. Leurs interactions politiques, culturelles et économiques étaient donc beaucoup moins soutenues et durables que celles des Mésoaméricains. Cela explique la grande diversité des traditions culturelles des peuples aridoaméricains.
Les peuples aridoaméricains, en raison du climat généralement aride, ont rarement et peu développé d'agriculture, et sont restés en très grande majorité des chasseurs-cueilleurs très peu carnivores et nomades.

## Géographie
L'Aridoamérique s'étend :
- sur le territoire de l'actuel Mexique :
  - presque tout le Tamaulipas et le Nuevo León ;
  - une partie du nord de San Luis Potosí, de Zacatecas et de Durango ;
  - le Coahuila ;
  - une majeure partie du Chihuahua, au nord-est ;
  - une partie de la côte ouest et du nord-est de Sonora ;
  - la Basse-Californie ;
- sur le territoire des actuels États-Unis :
  - presque toute la Californie ;
  - presque tout le Nevada ;
  - la moitié ouest de l'Utah ;
  - un quart nord-ouest et un quart sud-est de l'Arizona ;
  - presque tout le Nouveau-Mexique ;
  - une partie du sud et de l'ouest du Texas.

Il s'agit d'une zone d'une grande diversité écologique, mais principalement aride ou semi-aride.